# Expedición británica al Tíbet
La expedición británica al Tíbet (1903-1904) fue la invasión de este Estado de Asia Central realizada por el Ejército de la India británica, cuyo objeto era poner fin a las disputas fronterizas entre Sikkim y el Tíbet, prevenir la intromisión del Imperio ruso en los asuntos tibetanos y proteger la Joya de la Corona del Imperio británico mediante un nuevo estado-tapón, motivos estos últimos que ya habían provocado la segunda guerra anglo-afgana un cuarto de siglo antes.
A pesar del éxito militar, la invasión fue impopular entre la opinión pública británica, cada vez más opuesta a las guerras coloniales. En el Tíbet, a pesar de las numerosas bajas y la interrupción del comercio, la campaña no tuvo efectos perdurables.